# Machimus nilgiriensis
Machimus nilgiriensis là một loài ruồi trong họ Asilidae. Machimus nilgiriensis được Parui & Joseph miêu tả năm 1994. Loài này phân bố ở miền Ấn Độ - Mã Lai.